# Blue Funk
A Blue Funk a Heavy D & The Boyz csapat 4. stúdióalbuma.
Az album 1993. január 12-én jelent meg az Uptown Records kiadónál, és a 40. helyen végzett a Billboard listán, az R&B lista 7. helyéig jutott, és aranylemez lett. Az albumról három kislemez látott napvilágot. Az album elkészítésében vendég művészek is közreműködtek, úgy mint Terri & Monica, 3rd Eye, The Notorious Big, Busta Rhymes, Gang Starr & Rob-O. Az album platinalemez is lett.

## Számlista
1. "Truthful"- 4:42
2. "Who's the Man?"- 4:06
3. "Talk Is Cheap"- 4:04
4. "Girl"- 4:58
5. "It's a New Day"- 5:22
6. "Who's in the House"- 4:09
7. "Love Sexy"- 4:28
8. "Slow Down"- 4:14
9. "Silky"- 3:40
10. "Here Comes the Heavster"- 4:53
11. "Blue Funk"- 4:35
12. "Yes Y'All"- 4:01
13. "A Buncha Niggas" feat. Gang Starr, 3rd Eye, The Notorious B.I.G., Busta Rhymes & Rob-O- 5:06

## Felhasznált zenei alapok
- "A Buncha N****s"
  - "Turbulence"  Eddie Harris dal
- "Blue Funk"
  - "Popcorn With a Feeling"  James Brown dal
  - "Pot Belly"  Lou Donaldson dal
  - "Funky President"  James Brown dal
  - "Just Rhymin' With Biz"  Big Daddy Kane feat. Biz Markie
- "Here Comes the Heavster" dal
  - "Popcorn With a Feeling"  James Brown dal
  - "The Basement"  Pete Rock & C.L. Smooth
- "It's a New Day" dal
  - "Popcorn With a Feeling"  James Brown dal
  - "Fat Cakes"  Jimmy McGriff dal
  - "It's a New Day"  Skull Snaps dal
- "Love Sexy"
  - "Singing a Song for My Mother"  Hamilton Bohannon dal
- "Silky"
  - "Groove Me"  King Floyd dal
- "Slow Down"
  - "Popcorn With a Feeling"  James Brown dal
  - "Darkest Light"  Lafayette Afro Rock Band dal
- "Talk Is Cheap"
  - "Bam Bam"  Chaka Demus & Pliers dal
- "Truthful"
  - "Popcorn With a Feeling"  James Brown dal
- "Who's the Man?"
  - "Fly Like an Eagle"  Steve Miller Band dal
  - "How I Could Just Kill a Man"  Cypress Hill dal
- "Yes Y'All"
  - "Young, Gifted and Black"  Aretha Franklin dal
  - "Uphill Peace of Mind"  Kid Dynamite dal
  - "Just Rhymin' With Biz"  Big Daddy Kane feat. Biz Markie dal

## Slágerlista
| Lista (1993)              | Helyezés pozíció |
| ------------------------- | ---------------- |
| Billboard Pop Albums      | 40               |
| Billboard Top Soul Albums | 7                |

## Kislemezek
| Év   | Kislemez        | Helyezések | Helyezések | Helyezések |
| Év   | Kislemez        | US R&B     | US Rap     |            |
| ---- | --------------- | ---------- | ---------- | ---------- |
| 1993 | "Truthful"      | 57         | 7          |            |
| 1993 | "Whos The Man?" | 52         | 3          |            |

## Link
- Heavy D & the Boyz-Nuttin' But Love at Discogs